# Borana (cheval)
Pour les articles homonymes, voir Borana.
Le Borana est une race de chevaux originaire de la région de Borena, dans le sud de l'Éthiopie. Récemment étudiée, elle reste à caractériser. Sa robe est toujours baie, et elle présente une grande résistance à la sécheresse. Ces chevaux sont propres à une écozone des alentours de Mega, dans la région de Borena, où elle est élevée par des pastoralistes Oromos. Le cheval Borana fait l'objet de cultes.

## Histoire
La race a été décrite pour la première fois par H. Epstein, en 1971, qui la décrit comme un « poney d'Afrique ».
Il n'existe pas de stud-book.

## Description
Le modèle général de la race Borana est typique des chevaux des basses-terres d'Éthiopie,. Il n'existe pas de caractérisation en matière de taille, en raison de la grande difficulté rencontrée pour contenir ces animaux. 
La robe du Borana est uniformément baie.
La race est particulièrement rustique et résistante aux sécheresses successives qui ravagent sa région,.

## Utilisations
Le Borana sert principalement au transport monté, mais d'après la tradition orale recueillie dans sa zone d'élevage, il n'est pas permis de l'atteler. En 1980-1981, Coppock rapporte avoir vu des chevaux montés par des hommes, exclusivement, sur le plateau de Borana.

## Diffusion de l'élevage

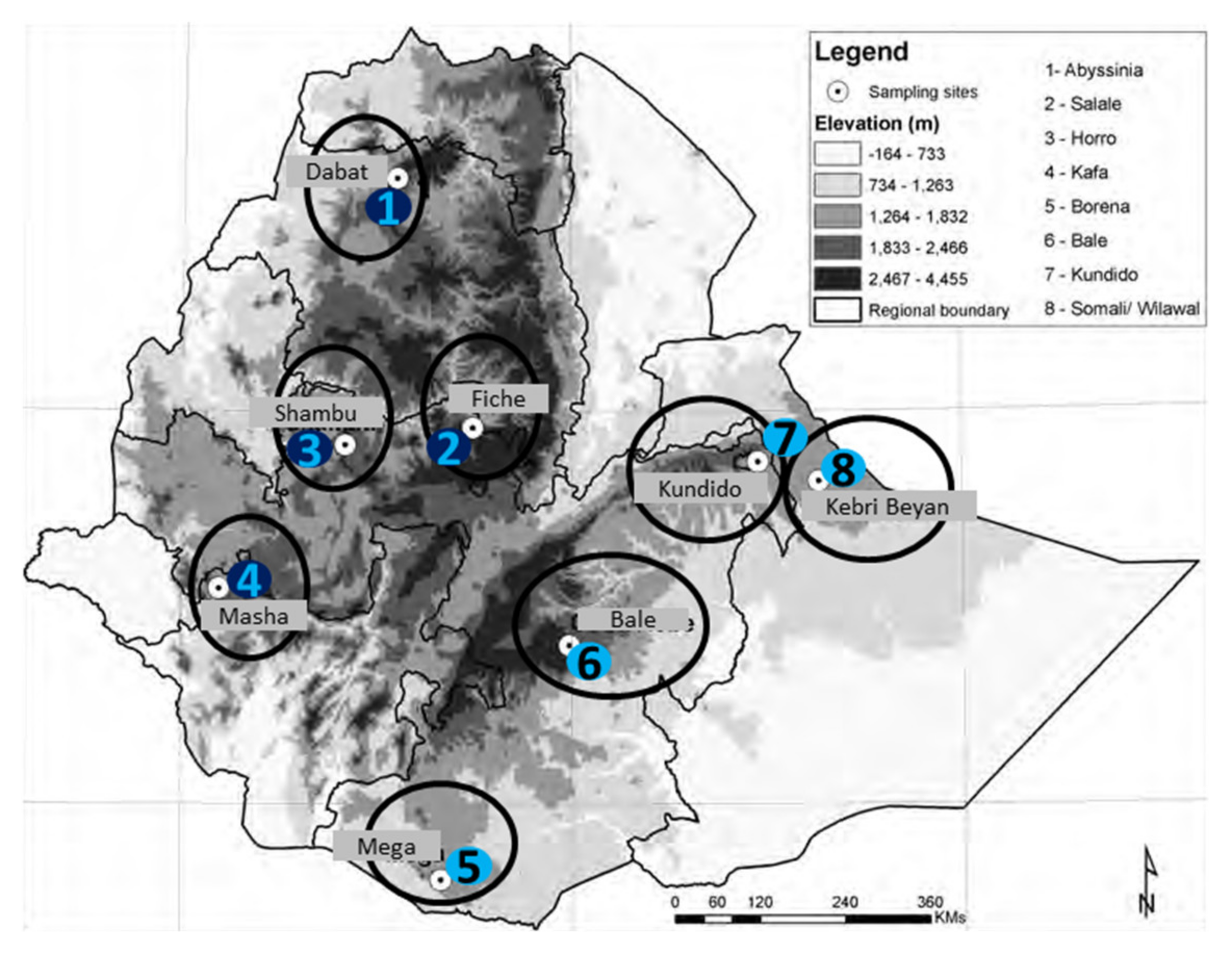
Répartition des races de chevaux d'Éthiopie. Le Borana est ici représenté par le numéro 5.

La race est propre à une écozone située autour de la ville de Mega, dans la région de Borena, où elle est élevée par les pastoralistes Oromos,. D'après David Layne Coppock, des équidés sont souvent observés sur le plateau de Borana (1980-1981), mais à faible densité. Il n'existe pas de relevé connu des effectifs.

## Impact culturel
Ces chevaux sont particulièrement valorisés culturellement à travers le système de la Gadaa, un code de conduite envers les animaux, qui oblige par exemple, à laisser les chevaux s'abreuver en premier à un point d'eau, avant toute personne ou tout autre animal. Par ailleurs, durant la saison sèche, ces chevaux sont régulièrement conduits jusqu'à des points d'eau. Les chevaux mâles reçoivent après leur mort une cérémonie d'enterrement, semblable à celles qui sont organisées pour les êtres humains.